# درخت ارجون
ارجون (نام علمی: Terminalia arjuna) نام یک گونه از سرده گاروم‌زنگی است. این درخت در استان خوزستان (دانشگاه اهواز و مجتمع های مسکونی شرکت نفت) کاشته شده است.